# واجب الوجود
واجب الوجود صفة من صفات الله تعالى تعني الذي يكون وجوده من ذاته ولا يحتاج إلي شيء أصلا لوجوده، اي واجب الوجود بنفسه لا يكون محتاجا إلى غيره. إن الله لا يعتمد على أي سبب آخر غيره في وجوده أو تحقيقه، وله في داخله سبب وجوده الخاص. وهذا يمثل الله على أنه مستقل تمامًا وموجود بذاته بطبيعته. يعتقد العديد من اللاهوتيين اليهود والمسيحيين والمسلمين أن الله مستقل بهذه الطريقة. وقد تم التأكيد على هذه الخاصية من الاستقلال والوجود الذاتي تحت أسماء مختلفة من قبل اللاهوتيين الذين يعود تاريخهم إلى العصور القديمة، على الرغم من أن استخدام كلمة "واجب الوجود" لم يبدأ إلا في العصور الوسطى. 